# De controleurs
De controleurs is een hoorspel van Ton Vleugels. De NCRV zond het uit op zondag 20 december 1976, van 22:30 uur tot 23:00 uur. De regisseur was Johan Wolder.

## Rolbezetting
- Huib Broos (Henk Wansink, controleur van een internationale controlemaatschappij)
- Olaf Wijnants (Juul Verbeek, assistent van Wansink, in opleiding)
- Dries Krijn (Pollack, fabrieksdirecteur)
- Joop van der Donk (János Kaszynski, bedrijfsleider)
- Wim Kouwenhoven (Karl Pletter, voorman, tevens voorganger van de Vrije Baptisten)
- An De Donder (administratrice)
- Bert van der Linden (Imré Köynöy, haar vader)
- Peter Aryans (Nicolaus Vlassow, militiecommandant)

## Inhoud
Dit hoorspel is gesitueerd tegen de Russische grens aan. Twee Nederlandse controleurs (ze controleren het gewicht van een uienlading) zijn gedwongen de kerstdagen buiten Nederland door te brengen. Ze zoeken een kerkelijke familie op. Hoewel het vieren van het kerstfeest door de partij verboden is, wordt er toch een echt kerstfeest gevierd. Dan valt de militie binnen. Alles dreigt ernstig mis te gaan. Pletter, nu voorman in een fabriek en vroeger predikant, heeft al eens in een kamp gezeten voor overtredingen tegen de staat, maar nu blijkt dat de aanwezigheid van de beide controleurs, de Nederlanders, voor de aanwezigen van groot belang wordt.